# Kalanchoe schizophylla
Espèce
Kalanchoe  schizophylla est une plante du genre Kalanchoe de la famille des Crassulacées, originaire de Madagascar.
Elle est cultivée en tant que plante d'intérieur.

## Synonymes
- Bryophyllum schizophyllum (Baker) A. Berger
- Kitchingia schizophylla Baker